# Etienne-René Potier de Gesvres
Etienne-René Potier de Gesvres (ur. 2 stycznia 1697 w Paryżu, zm. 24 lipca 1774 tamże) – francuski duchowny katolicki, kardynał, biskup Beauvais.

## Życiorys
Pochodził z arystokratycznego rodu. Jego stryjem był kardynał Léon Potier des Gesvres.
Święcenia kapłańskie przyjął w 1725. 24 kwietnia 1728 został wybrany biskupem Beauvais. 6 czerwca 1728 przyjął sakrę z rąk arcybiskupa Louis de la Vergne Tressana (współkonsekratorami byli biskupi Nicolas de Saulx-Tavannes i Charles-Antoine de la Roche-Aymon). 5 kwietnia 1756 Benedykt XIV wyniósł go do godności kardynalskiej i 2 sierpnia 1758 otrzymał tytuł prezbitera kościoła Sant'Agnese fuori le mura. Wziął udział w konklawe wybierającym Klemensa XIII. Nie brał udziału w konklawe wybierającym Klemensa XIV. 22 maja 1772 zrezygnował z kierowania diecezją.